# Arckanum
Arckanum – szwedzka grupa muzyczna grająca black metal. Teksty pisane są w języku staro szwedzkim, a główną tematyką jest filozofia chaosu i gnostyczna.

## Muzycy
Obecny skład zespołu
- Johan „Shamaatae” Lahger - wszystkie instrumenty

Byli członkowie zespołu
Obaj zagrali na pierwszym demie.
- Sataros - śpiew
- Loke Svarteld - gitara

## Dyskografia
| Albumy studyjne - Fran Marder (1995, Necropolis Records) - Kostogher (1997, Necropolis Records) - Kampen (1998, Necropolis Records) - Antikosmos (2008, Debemur Morti Productions) - ÞÞÞÞÞÞÞÞÞÞÞ (2009, Debemur Morti Productions) - Sviga Læ (2010, Regain Records) - Helvítismyrkr (2011, Season of Mist) Minialbumy - Boka Vm Kaos (2002, Carnal Records) - Antikosmos (2008, Debemur Morti Productions) - Grimalkinz Skaldi (2008, Carnal Records) - Þyrmir (2009, Debemur Morti Productions) | Splity - Kosmos Wardhin Drćpas Om Sin / Emptiness Enthralls (z Contamino, 2003, Carnal Records) - Kaos Svarta Mar/Skinning the Lambs (z Svartsyn, 2004, Carnal Records) - Arckanum / Sataros Grief (z Sataros Grief, 2008, Carnal Records) Kompilacje - The 11 Year Anniversary Album (2004, Carnal Records) Dema - Rehearsal 93 (1993, wydanie własne) - Demo '93 (1993, Fulghin) - Rehearsal '94 (1994, wydanie własne) - Trulen (1994, Fulghin) |